# 駐蒙特婁臺北經濟文化辦事處

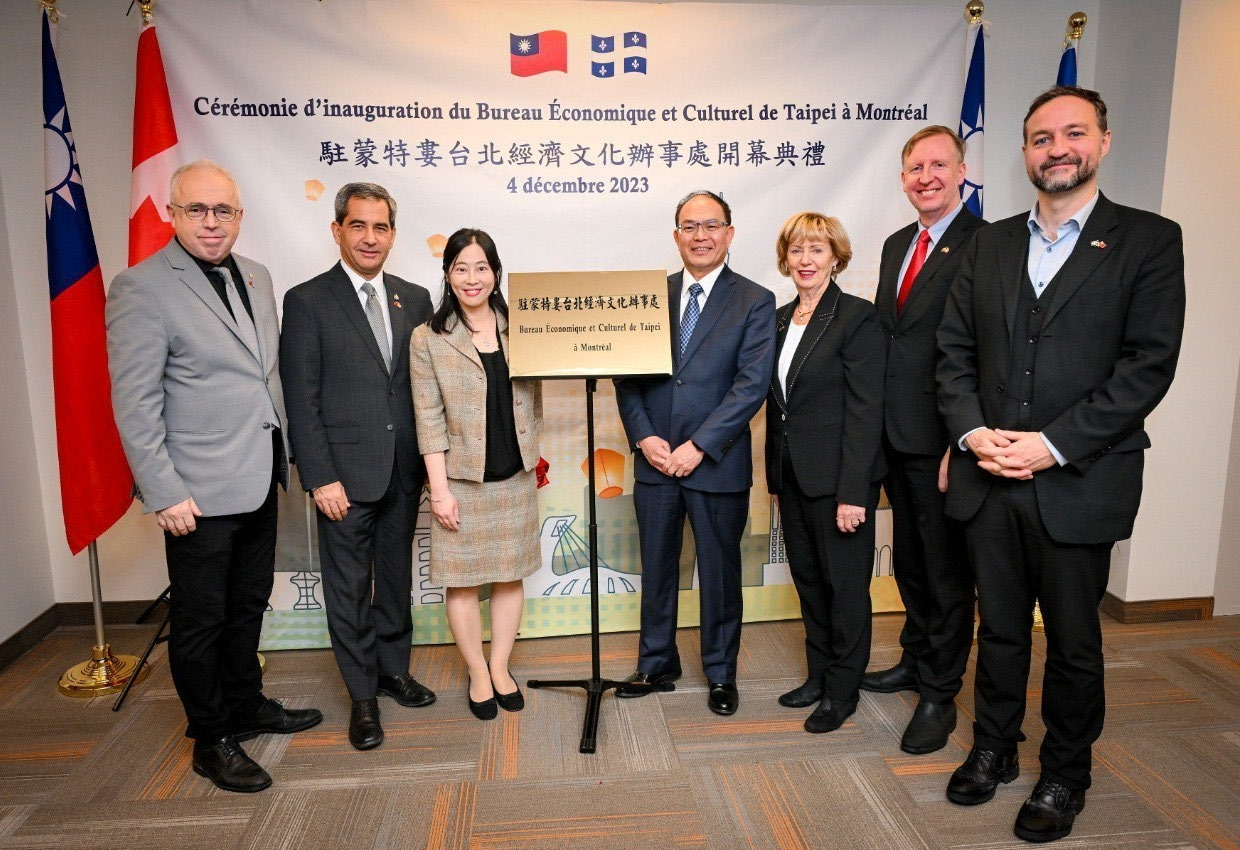
2023年12月4日，駐蒙特婁臺北經濟文化辦事處正式掛牌設立，中華民國駐加拿大代表曾厚仁（中右）、首任處長陳珮瑩（中左）、加拿大下議院國際貿易委員會主席暨加臺國會議員友好協會會長茱蒂·史葛洛（右3）等議員共同揭牌。

駐蒙特婁臺北經濟文化辦事處（法語：Bureau Économique et Culturel de Taipei à Montréal），亦稱駐蒙特婁辦事處，是中華民國政府於加拿大魁北克省最大城蒙特婁開設的代表機構。領事轄區有魁北克省、紐芬蘭與拉布拉多省、紐布朗斯維克省、努納武特地區，以及法屬圣皮埃尔和密克隆。

## 歷史
2022年12月20日，外交部發言人歐江安於例行記者會宣布，因台灣與加拿大在經貿、科技、供應鏈、文教及原住民等多領域的交往日益緊密，決議開設駐蒙特婁台北經濟文化辦事處，以加強台加雙方未來進一步的合作與交流。
2023年10月6日，駐蒙特婁辦事處舉行中華民國（台灣）112年國慶酒會，是辦事處成立以來，首次舉行的大型公開活動。同年12月4日，駐蒙特婁辦事處正式揭牌對外運作。

## 歷任處長
| 姓名   | 到任          | 離任      | 外交銜級 對外名義 | 外交職務 本職職務 | 備註     | 備註 |
| ------ | ------------- | --------- | ----------------- | ----------------- | -------- | ---- |
| 陳珮瑩 | 2023年7月12日 | 2025年7月 | 處長              | 總領事            | [ 註 1 ] |      |
| 陳淑容 | 2025年7月     | 現任      | 處長              | 總領事            |          |      |

## 外部連結
- 駐蒙特婁臺北經濟文化辦事處的Facebook專頁